# Kamienica przy ulicy Małe Garbary 7 w Toruniu
Kamienica przy ulicy Małe Garbary 7 w Toruniu – czteroosiowa kamienica, położona przy ulicy Małe Garbary 7 w Toruniu, na obszarze Starego Miasta. Kamienica powstała w średniowieczu. Jej obecna forma powstała z XVII wieku. Fasada od parteru do szczytu jest boniowana. Fasada kamienicy ma czarny kolor. Ramy okienne są zielone. Obecnie w kamienicy mieści się hotel „Heban”, kawiarnia i restauracja. Budynek wpisany jest do gminnej ewidencji zabytków (nr 55).